# Dème de Kalávryta
Le dème de Kalávryta (grec moderne : Δήμος Καλαβρύτων, Dhímos Kalavrýton) est un dème (municipalité) de la périphérie de Grèce-Occidentale, dans le district régional d'Achaïe, en Grèce. 
Il a été créé en 2010 dans le cadre du programme Kapodistrias par la fusion des anciens dèmes d'Aroanía, Kalavryta, Klítor et Páos, devenus des districts municipaux.
Son siège est la localité de Kalávryta.